# Fire Force DNA Sights 999.9
Pour plus de détails, voir Fiche technique et Distribution.
Fire Force DNA Sights 999.9 (火聖旅団ダナサイト999.9 - Kasei Ryodan Danasaito 999.9) est un film d'animation japonais réalisé par Masayuki Kojima, sorti en 1998. Il est basé sur un manga en deux volumes de Leiji Matsumoto publié en 1994.

## Synopsis
Nous sommes en 2024. La collision avec une comète noire venue de l'espace a ravagé la planète Terre et ses survivants sont soumis à la dictature féroce d'une puissance militaire nommée Trader Force. Un soir, le jeune Tetsuro Daiba, qui a perdu ses parents à cause de la comète, aperçoit une météorite tomber non loin de chez lui. Lorsqu'il se rend sur les lieux de l'impact, il trouve à l'intérieur du cratère Mellow, une mystérieuse femme blonde à l'allure immatérielle. Celle-ci est venue pour récupérer trois terriens d’une nouvelle race, fruit de la DNA Sights permettant de ranimer la mémoire passée, présente et future contenue dans l’ADN de chaque être humain. Ces trois humains représentent l’avenir de l’humanité.
Épuisé par ces événements, Tetsuro s'évanouit et lorsqu'il reprend ses esprits, il se rend compte qu'il est à bord d'une des forteresses de la Trader Force. Il parvient malgré tout à s'échapper de la base grâce à d'étranges pouvoirs. Mais il ne pourra détruire la forteresse que grâce à l'intervention de Yuki Rei, qui possède les mêmes pouvoirs que lui. Or, Tetsuro s'interroge : est-ce que la Trader Force est vraiment une puissance ennemie et est-ce que Mellow n'est pas la véritable responsable du chaos qui règne sur Terre?

## Fiche technique
- Titre : Fire Force DNA Sights 999.9
- Titre original : 火聖旅団ダナサイト999.9 - Kasei Ryodan Danasaito 999.9
- Réalisation : Masayuki Kojima
- Scénario : Tatsuhiko Urahata d'après Galaxy Express 999 et Capitaine Albator de Leiji Matsumoto
- Musiques : Katsuo Ohno
- Société de production : Madhouse Production
- Pays d'origine : Japon
- Langue : japonais
- Format : Couleurs
- Genre : Space opera
- Durée : 48 minutes
- Dates de sortie : 18 décembre 1998 (Japon)

## Distribution
- Megumi Ogata : Tetsurô Daiba
- Kôichi Yamadera : Harlock
- Tomo Sakurai : Kei Yûki
- Yôko Asagami : Svan
- Megumi Hayashibara : Mî
- Mami Koyama : Photon
- Rica Matsumoto : Moriki
- Yūko Minaguchi : Merô
- Ichirō Nagai : Professeur Shimaoka